# Autoworld

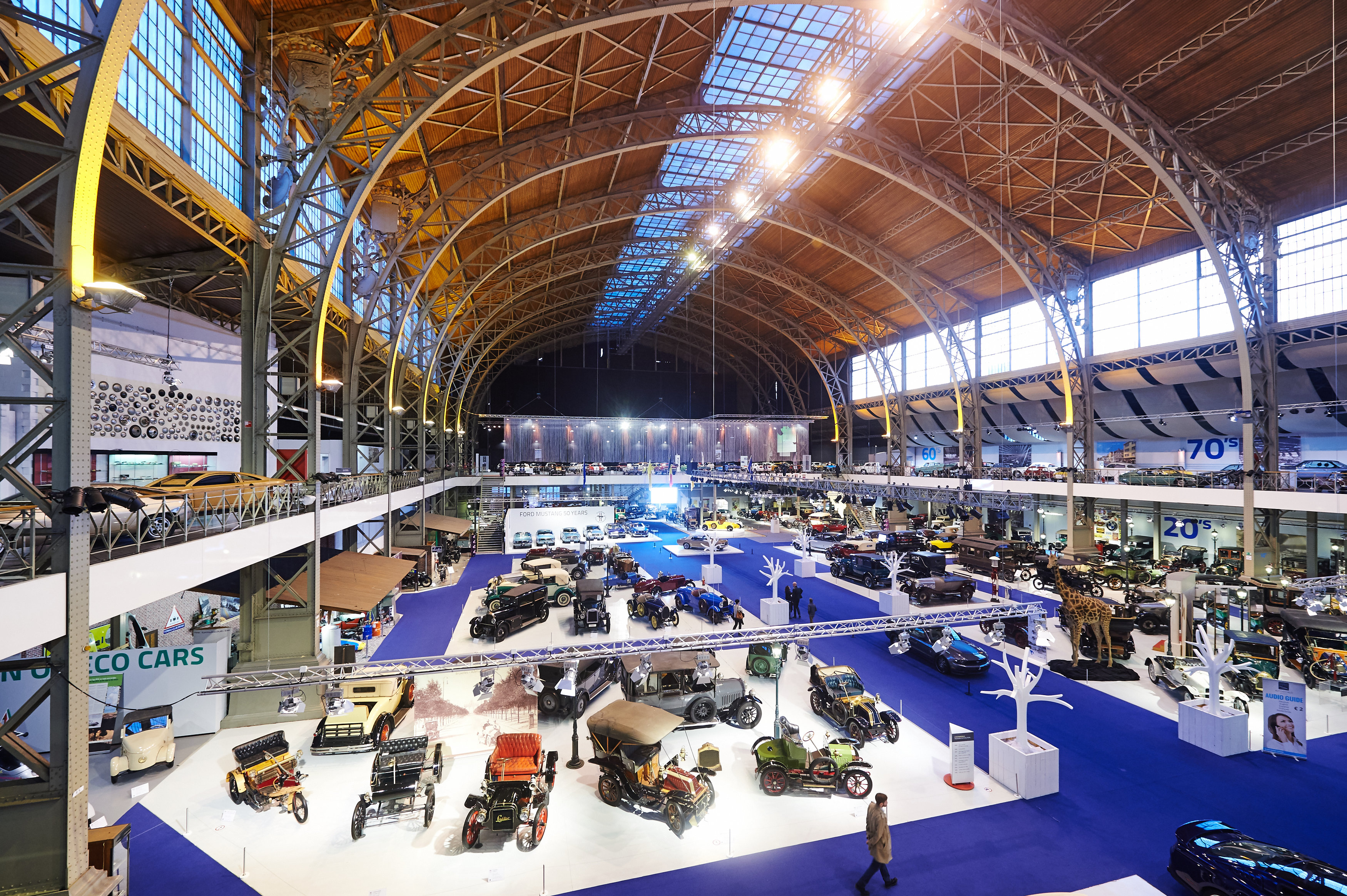
Autoworld

Autoworld is een automuseum in de Belgische hoofdstad Brussel. Het museum, gevestigd in de enorme zuidhal van de Jubelparkpaleizen (Jubelpark), herbergt een indrukwekkende collectie van meer dan 300 voertuigen, waaronder auto's en motorfietsen uit verschillende tijdperken. Het is opmerkelijk voor zijn collecties van vroege en in België geproduceerde voertuigen, waaronder Minerva's en diverse limousines van de Belgische koninklijke familie. Naast de permanente collectie organiseert Autoworld regelmatig tijdelijke tentoonstellingen die verschillende aspecten van de autogeschiedenis belichten.

## Geschiedenis

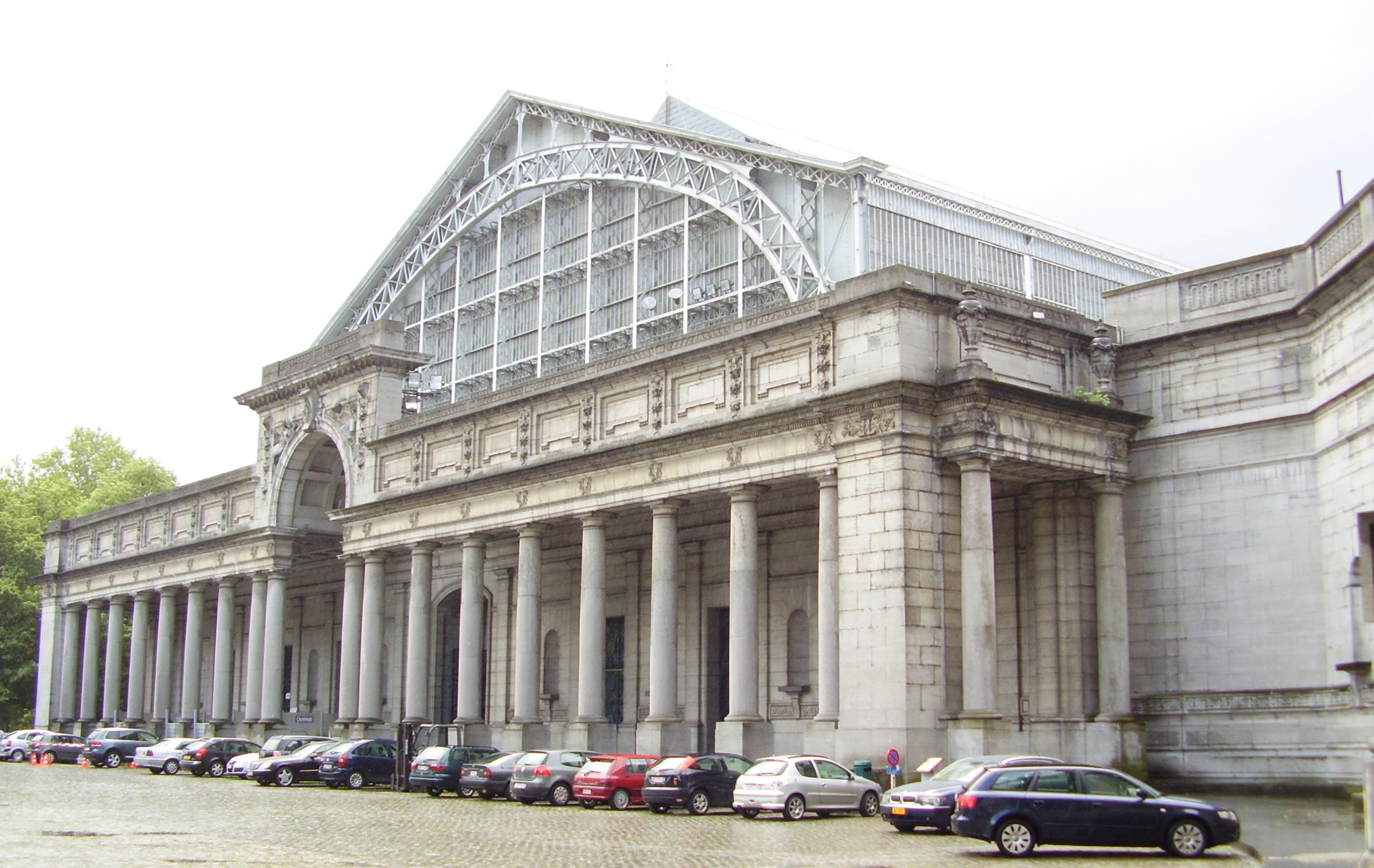
Ingang van het Wereldpaleis (Zuidhal), waar Autoworld is gevestigd

Autoworld is gevestigd in een historisch gebouw dat werd opgetrokken in 1880 ter ere van de 50e verjaardag van het Koninkrijk België. Het gebouw, ontworpen door architect Gédéon Bordiau en ook Wereldpaleis genoemd, maakt deel uit van het Jubelparkcomplex en werd oorspronkelijk gebouwd voor de Wereldtentoonstelling van 1888. De structuur, gekenmerkt door een indrukwekkende metalen dakconstructie en grote glaspartijen, diende in de vroege 20e eeuw als locatie voor beurzen en evenementen, waaronder autoshows vanaf 1902.
Het museum werd in 1986 opgericht op initiatief van de Belgische ondernemer Charly De Pauw en met de steun van de bekende autoverzamelaar Ghislain Mahy. Mahy’s passie voor oldtimers begon in 1944, toen hij zijn eerste klassieke auto, een Ford Model T, kocht. Dit voertuig markeerde het begin van een indrukwekkende verzameling die later zou uitgroeien tot de Mahymobiles-collectie, met meer dan duizend voertuigen. De collectie van Mahy vormde de basis van de tentoonstelling in Autoworld, aangezien hij een groot aantal klassieke wagens ter beschikking stelde.
De eerste voertuigen die in Autoworld werden tentoongesteld, kwamen rechtstreeks uit de Mahy-collectie. Onder deze eerste modellen bevonden zich onder andere een Minerva Type A uit 1904 en een Rolls-Royce Silver Ghost uit 1921. Dankzij de inspanningen van De Pauw en Mahy en de samenwerking met verschillende partners kon Autoworld zich ontwikkelen tot een van de belangrijkste automusea van Europa.
Het contract van de vzw achter Autoworld voor de positie in het Jubelpark loopt tot 2041, volgens Apache aan een huurprijs die sterk lager ligt dan de marktprijs.

## Missie en visie
Autoworld heeft als missie om de geschiedenis, het heden en de toekomst van de auto te presenteren aan een zo breed mogelijk publiek. Het museum richt zich op zowel autoliefhebbers als families, scholen en internationale bezoekers. Naast het tentoonstellen van voertuigen, speelt Autoworld een actieve rol in educatie en evenementen rond de autowereld.
In de periode 2011-2021 heeft Autoworld een sterke groei doorgemaakt, met een verdrievoudiging van zowel de bezoekersaantallen als de inkomsten. De doelstelling is om tegen 2030 verder uit te groeien tot een van de meest toonaangevende automusea ter wereld.

## Thema's
Autoworld presenteert voertuigen uit verschillende tijdperken, van de vroege automobielen tot moderne sportwagens. De collectie illustreert de evolutie van het autodesign en de technologische vooruitgang in de industrie. Specifieke thematische zones binnen het museum zijn onder andere:
- Sport en competitie

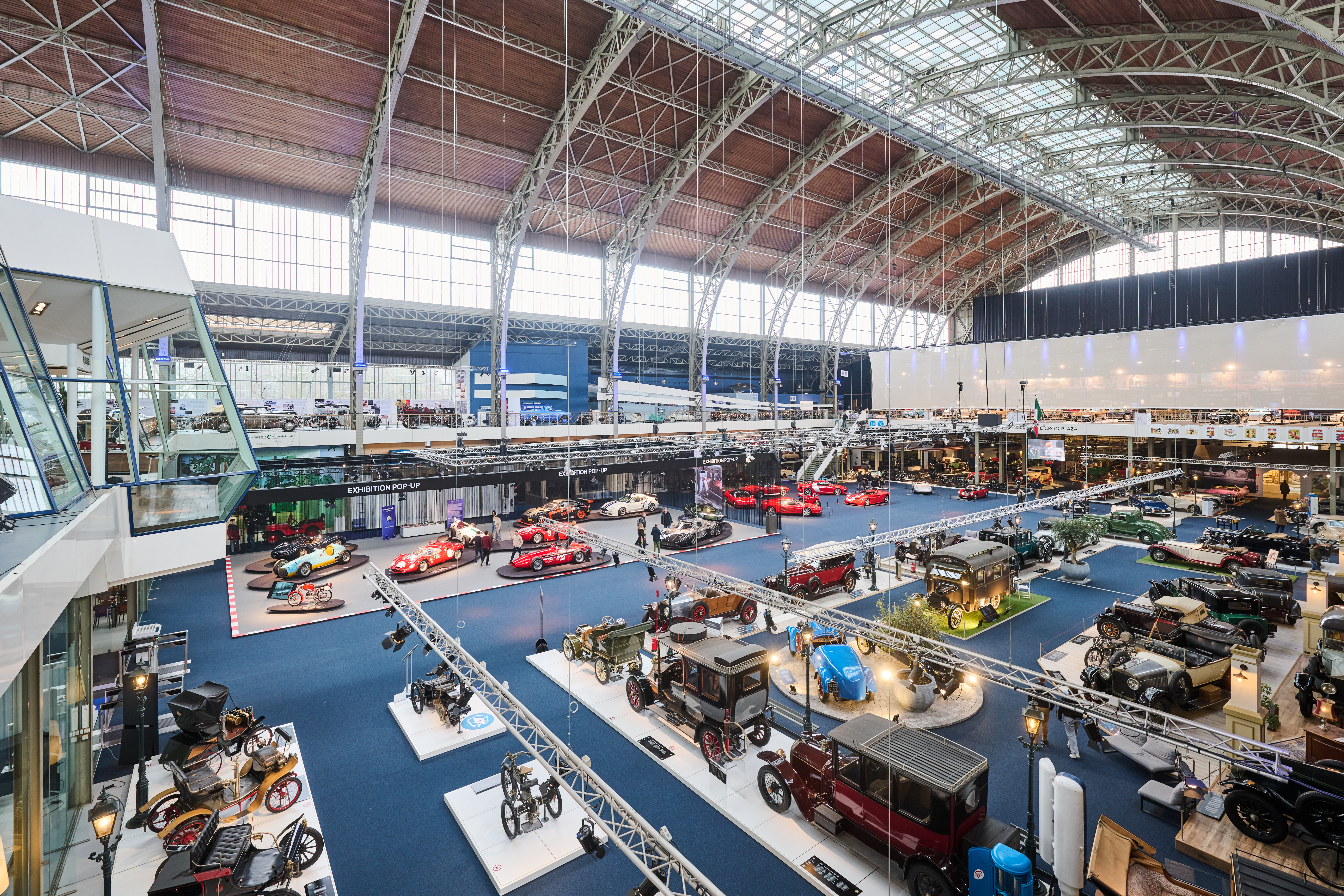
Algemeen zicht
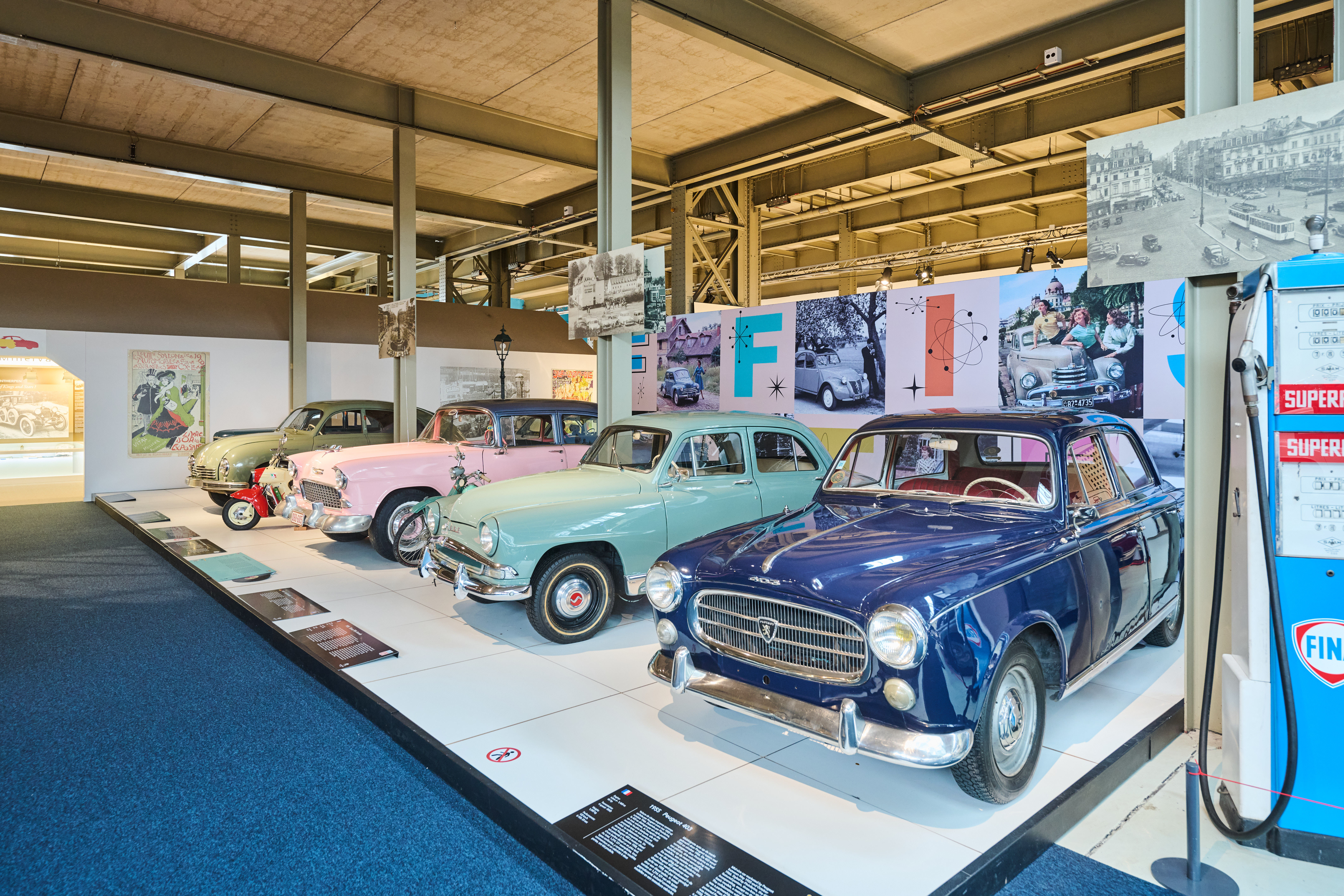
Zone Mahy
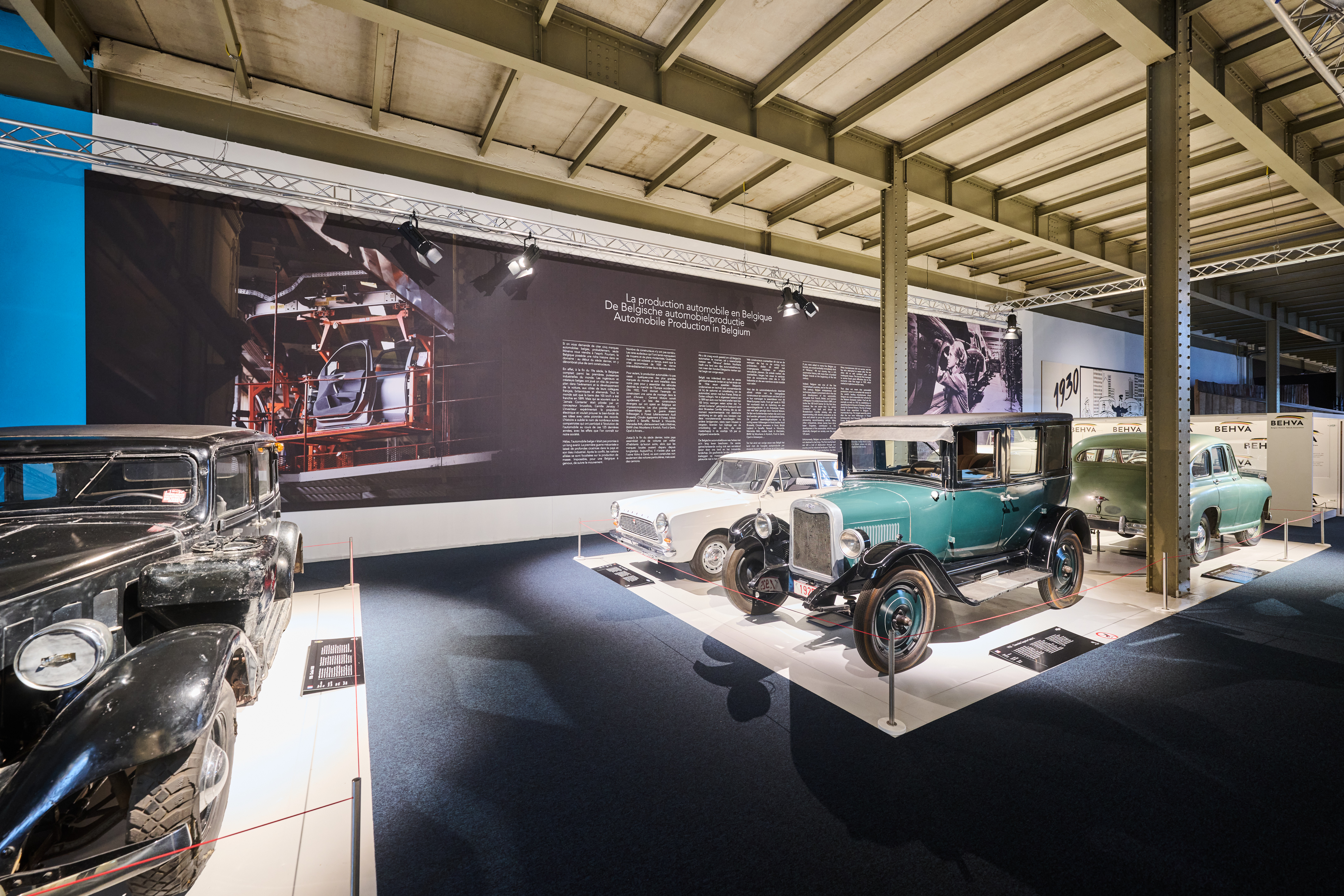
Belgische Zone
- De ateliers
- Zone Thiry
- Royal Zone
- Media room
- Zone ’50
- Zone Pierre D’Ieteren
- Elektrische zone
- Supercars zone
- Belgische Motoren
- Auto Design story
- De stripheld Michel Vaillant
- De auto's van Kuifje

- Algemeen zicht
- '50s zone
- Belgische zone

## Evenementen en activiteiten
Autoworld is niet alleen een museum, maar ook een dynamische evenementenlocatie. Het biedt onderdak aan tal van autogerelateerde evenementen, zoals:
- Klassieke autoshows
- Thematentoonstellingen rond specifieke gebeurtenissen, merken of modellen
- Bedrijfsevenementen en gala-avonden
- Educatieve workshops en rondleidingen

## Toegang en locatie
Autoworld is vrijwel het hele jaar door geopend en bevindt zich in het Jubelpark, een centraal gelegen en historisch belangrijk gebied in Brussel. Het museum is gemakkelijk bereikbaar met het openbaar vervoer.